# Just One Last Time
"Just One Last Time" é uma música feita pelo produtor musical e DJ francês David Guetta, com vocais do duo vocal sueco Taped Rai. A faixa foi lançada como o segundo single do relançamento de Nothing but the Beat 2.0, e é o nono single do álbum. A canção foi lançada através de download digital em 15 de novembro de 2012, e estará disponível em um CD single em 31 de dezembro de 2012. A faixa foi escolhida pessoalmente por David para ser lançado como seu próximo single, batendo a concorrência de "Play Hard" e "Every Chance We Get We Run". A faixa também marca o lançamento de Taped Rai no mercado internacional.

## Videoclipe
O vídeo da música foi filmado em Los Angeles em outubro de 2012 pelo diretor Colin Tilley. Foi lançado em 3 de dezembro de 2012 através da conta VEVO de Guetta oficial no YouTube. Possui um homem saindo da casa de sua namorada para jogar uma partida de bilhar com Guetta, e que depois ouve um barulho de incêndio vindo de sua casa. Ele corre de volta para salvar sua namorada, mas morre no processo.

## Faixas
- Digital download EP[2]

1. "Just One Last Time" (Extended) – 5:41
2. "Just One Last Time" (Hard Rock Sofa Big Room Mix) – 6:41
3. "Just One Last Time" (Tiësto Remix) – 7:06
4. "Just One Last Time" (Hard Rock Sofa Remix) – 6:57
5. "Just One Last Time" (Deniz Koyu Remix) – 6:41

- CD single[3]

1. "Just One Last Time" - 3:42
2. "Just One Last Time" (Extended) – 5:41
3. "Just One Last Time" (Hard Rock Sofa Big Room Mix) – 6:41

## Desempenho nas paradas
| Parada musical (2012)                          | Melhor posição |
| ---------------------------------------------- | -------------- |
| Áustria (Ö3 Austria Top 75)                    | 31             |
| Bélgica (Ultratop 50 de Flandres)              | 4              |
| Bélgica (Ultratop 50 da Valônia)               | 21             |
| França (SNEP)                                  | 16             |
| O campo songid é OBRIGATÓRIO PARA PARADA ALEMÃ | 45             |
| Hungria (Rádiós Top 40)                        | 34             |
| Irlanda (IRMA)                                 | 17             |
| Países Baixos (Single Top 100)                 | 100            |
| Espanha (PROMUSICAE)                           | 28             |
| Espanha (Spanish Airplay Chart)                | 22             |
| Suíça (Schweizer Hitparade)                    | 44             |
| Escócia (Scottish Singles Chart)               | 16             |
| Reino Unido (UK Dance Chart)                   | 7              |
| Reino Unido (UK Singles Chart)                 | 21             |

## Histórico de lançamento
| País        | Data                   | Formato                               | Gravadora      |
| ----------- | ---------------------- | ------------------------------------- | -------------- |
| Mundo       | 25 de novembro de 2012 | Download digital — Beatport exclusive | What A Music   |
| Austrália   | 25 de novembro de 2012 | Download digital — remixes            | Virgin Records |
| Reino Unido | 31 de dezembro de 2012 | Download digital                      | Virgin Records |